# 2009 en Bosnie-Herzégovine
Cet article présente les faits marquants de l'année 2009 en Bosnie-Herzégovine.

## Évènements

### Janvier
- Mardi 27 janvier 2009 : les dirigeants des trois principaux partis de Bosnie-Herzégovine ont passé un accord surprise qui remet totalement en cause l'organisation de l'État mis en place depuis la fin de la guerre et les accords de Dayton en 1995. La Bosnie est aujourd'hui divisée en deux « entités », la Republika Srpska et la Fédération croato-bosniaque, elle-même divisée en dix cantons, le pays comptant 13 gouvernements, deux polices séparées et des milliers de fonctionnaires. La future Bosnie sera divisée en trois entités et un district (Sarajevo) préparant à une partition.

- Mercredi 28 janvier 2009 : les autorités déclarent l'ambassadeur non résident de Guinée-Bissau en Bosnie Desiderius Ostrogon da Costa « persona non grata » en raison de son implication dans des activités criminelles en Bosnie-Herzégovine et dans d'autres pays. Il dispose de 24 heures pour quitter le pays depuis notification de la décision prise à son encontre. En novembre 2003, Desiderius Ostrogon da Costa, avait été arrêté par la police croate qui l'avait accusé de s'être servi de faux documents pour se faire accréditer depuis novembre 1999 comme chargé d'affaires de Guinée-Bissau en Croatie.

### Mars
- Mardi 3 mars 2009 : l'ancien chef politique des Serbes de Bosnie, Radovan Karadžić, refuse  de plaider coupable ou non coupable devant le Tribunal pénal international (TPI) pour l'ex-Yougoslavie, qui a plaidé non coupable à sa place. Il est accusé de génocides, de crimes de guerre et de crimes contre l'humanité durant la guerre de Bosnie. Le dossier du procureur  comporte deux chefs d'accusation pour génocide, concernant le massacre de Srebrenica en juillet 1995 et des crimes commis en Bosnie en 1992, et neuf chefs d'accusation pour crimes de guerre et crimes contre l'humanité. Selon le procureur, il est considéré comme le « cerveau » de la guerre de Bosnie et « la plus haute autorité civile et militaire » de la république serbe de Bosnie entre 1992 et 1996. Il serait également un des principaux artisans d'un plan d'« expulsion définitive » des Musulmans et des Croates vivant dans des zones de Bosnie-Herzégovine convoitées par les Serbes de Bosnie[1],[2].

### Avril
- Vendredi 24 avril 2009 : le chef du principal parti des Croates de Bosnie, Dragan Covic, ancien ministre des Finances et un ancien premier ministre de la Fédération croato-musulmane, Edhem Bicakcic, sont inculpés d'abus de pouvoir. Ils sont accusés d'avoir d'une manière abusive alloué 3,9 millions d'euros à l'achat de 52 appartements pour des fonctionnaires de l'État.

### Mai
- Mardi 5 mai 2009 : le Fonds monétaire international accorde à la Bosnie un prêt de 1,6 milliard de dollars destiné à l'aider à faire face à la crise économique.

- Mardi 26 mai 2009 : un nouveau charnier qui devrait contenir les restes d'une vingtaine de victimes du massacre de Srebrenica, commis vers la fin du conflit bosniaque (1992-95), a été découvert dans le village de Mrsici (40 km à l'ouest de Srebrenica).

### Juin
- Jeudi 11 juin 2009 : Rasim Ljajic, ministre serbe chargé de la coopération avec le Tribunal pénal international pour l'ex-Yougoslavie (TPIY), dénonce une manipulation de la télévision bosniaque qui a présenté comme récentes des images de Ratko Mladic, fugitif  réclamé par la justice internationale, alors qu'elles sont en réalité vieilles de « huit ans ».

- Vendredi 12 juin 2009 : un ancien officier, commandant des forces serbes bosniaques pour la région de Tuzla, le général  Novak Djukic (54 ans) est condamné à 25 ans de prison pour des crimes de guerre commis pendant le conflit (1992-1995). Les tirs d'artillerie sur la ville de Tuzla, le 25 mai 1995, ont fait 71 tués et des dizaines de blessé. Après la guerre, il avait été promu général et avait servi au sein de l'état-major de l'armée des Serbes de Bosnie avant de prendre sa retraite en 2005.

### Juillet
- Samedi 11 juillet 2009 : commémoration au cimetière de Potocari à Srebrenica du massacre d'environ 8 000 musulmans en 1995 par les forces serbes bosniaques. Pour la première fois, cet événement devait être commémoré aussi dans les pays de l'Union européenne à la suite d'une résolution adoptée en janvier par le Parlement européen. Quelque 3 200 victimes ont pu être identifiées.